# Tîmkî, Orjîțea
Tîmkî (în ucraineană Тимки) este un sat în comuna Kuibîșeve din raionul Orjîțea, regiunea Poltava, Ucraina.

## Demografie
Componența lingvistică a localității Tîmkî
     Ucraineană (98,43%)
     Rusă (1,57%)
Conform recensământului din 2001, majoritatea populației localității Tîmkî era vorbitoare de ucraineană (98,43%), existând în minoritate și vorbitori de rusă (1,57%).